# Франц Вернц
Франц Ксав'єр Вернц ТІ (нім. Franz Xavier Wernz; 4 грудня 1842, Ротвайль — 19 серпня 1914) — німецький єзуїт, богослов, педагог, професор канонічного права і ректор Папського Григоріанського університету (1904—1906), двадцять п'ятий Генерал Товариства Ісуса і сьомий після його відновлення в 1814.

## Життєпис
Народився в місті Ротвайль (Вюртемберг, Німеччина). Був найстаршим з восьми дітей в побожній католицькій сім'ї. У 1857 році вступив до новіціату єзуїтів недалеко від Зігмарінгена, а перші обіти склав 8 грудня 1859. З 1864 по 1868 і з 1872 по 1873 роки був префектом в єзуїтській школі в місті Фельдкірх (Австрія). Вивчав філософію і теологію в Абатстві Марія Лаах і в Аахені.
Після того, як в ході політики Культуркампф єзуїти були вигнані з Німеччини, Вернц переїхав до Ланкаширу (Англія), а потім в Уельс. У 1882 році став професором Папського Григоріанського університету в Римі (викладав канонічне право). Деякий час був ректором цього Університету.
Після смерті генерала єзуїтів Луїса Мартіна, 8 вересня 1906 Франца Вернца було обрано новим Генералом ордена.
Особливу увагу приділяв місіонерській діяльності, особливо в Північній Америці. Під час його урядування були засновані періодичні журнали Товариства Ісуса німецькою та польською мовами.
Помер 19 серпня 1914 року в Римі і був похований на римському кладовищі Кампо Верано.